# Civilization VI: Rise and Fall
Civilization VI: Rise and Fall – pierwszy oficjalny dodatek do gry komputerowej Civilization VI, którego premiera miała miejsce 8 lutego 2018 r. Rise and Fall przyniósł zmiany w mechanizmach gry, a także dodał nowe cywilizacje i przywódców.

## Rozgrywka
Dodatek przynosi zmiany, związane z powstawaniem i upadaniem imperiów tworzonych przez gracza.

### Historyczne momenty
W toku rozgrywki gracz może otrzymywać punkty epoki za realizowanie określonych zadań. Może to być zadanie w ramach cywilizacji, którą kieruje gracz (np. stworzenie pierwszej jednostki wodnej) lub w obrębie wszystkich graczy biorących udział w grze (np. okrążenie świata po raz pierwszy). Historyczne momenty są odnotowywane w specjalnym panelu gry. Większa liczba historycznych momentów zwiększa szansę gracza na przejście do lepszej ery w następnej części rozgrywki.

### Złote ery i ciemne wieki
Przechodząc między kolejnymi epokami w grze (starożytność, średniowiecze, renesans itp.), gracz może znaleźć się w jednej z następujących er:
- wieki ciemne - gdy gracz nie zebrał minimalnej wymaganej liczby punktów epoki za historyczne momenty. Wieki ciemne oznaczają zmniejszoną lojalność miast, ale w zamian dają dostęp do doktryn ciemnego wieku. Istnieje możliwość wyboru jednego upamiętnienia, pozwalającego w zdobywaniu punktów epoki.
- zwykła epoka - gdy gracz zebrał minimalną wymaganą liczbę punktów epoki za historyczne momenty. Istnieje możliwość wyboru jednego upamiętnienia, pozwalającego w zdobywaniu punktów epoki.
- złota era - gdy gracz zebrał wymaganą liczbę punktów epoki za historyczne momenty. Istnieje możliwość wyboru jednego upamiętnienia, pozwalającego w zdobywaniu punktów epoki.
- era heroiczna - gdy gracz, który wcześniej znajdował się w wiekach ciemnych, zebrał wymaganą liczbę punktów epoki za historyczne momenty do zdobycia złotej ery. Istnieje możliwość wyboru trzech upamiętnień, pozwalających w zdobywaniu punktów epoki[2].

### Lojalność
Każdemu z miast zostaje przypisany wskaźnik lojalności, określający, jak bardzo dane miasto pragnie być częścią cywilizacji, która je stworzyła. Jeżeli wskaźnik spadnie poniżej określonego progu, miasto może dołączyć do sąsiedniej cywilizacji lub stać się wolnym miastem. Gracz ma możliwość oddziaływania na lojalność miast (własnych, państw-miast oraz innych cywilizacji) poprzez takie działania jak przypisywanie gubernatorów, nawracanie na założoną przez siebie religię itd.
Duży wpływ na lojalność miast ma era, w której aktualnie znajduje się dana cywilizacja (w wiekach ciemnych miasta szybciej tracą lojalność, a zachowują ją w epoce zwykłej, złotej erze lub erze heroicznej).

### Gubernatorzy
Rise and Fall wprowadza do gry 7 postaci gubernatorów, których można przypisywać miastom. Każdy z gubernatorów zwiększa lojalność miasta, w którym przebywa, wobec cywilizacji, która je stworzyła, a także daje temu miastu dodatkowe możliwości (np. zwiększa zyski ze szlaków handlowych, umożliwia budowę unikalnych ulepszeń lub oferuje możliwość kupowania dzielnic zamiast ich budowania).
Gubernatorów zdobywa się dzięki tytułom gubernatora, odblokowywanym przez postępy w drzewku technologicznym, drzewku idei lub budowę określonych cudów.

### Sojusze
Gracz może zawierać z innymi cywilizacjamii, z którymi łączą go przyjazne stosunki, sojusze. Przynoszą one korzyści obu zaangażowanym w nie partnerom. Istnieje możliwość zawierania sojuszy wojskowych, naukowych, ekonomicznych, kulturowych lub religijnych.

### Interwencje kryzysowe
Interwencje kryzysowe to działania, organizowane w odpowiedzi na poważne zmiany zachodzące w cywilizacjach biorących udział w grze. Mają z góry określony cel, który należy osiągnąć w zadanym czasie. Sukces interwencji przynosi korzyści zaangażowanych w nie cywilizacjom (np. relikwie, punkty dyplomatyczne, punkty wielkich ludzi) - przegrana wiąże się z brakiem korzyści.
Interwencje mogą mieć miejsce m.in. w związku z podbiciem przez jednego z graczy stolicy innego gracza, nawrócenia na jedną z religii świętego miasta drugiej religii, atak na miasto z użyciem broni jądrowej itd.

### Wolne miasta
Jeżeli wskaźnik lojalności miasta jednej z cywilizacji spadnie poniżej pewnego poziomu, oderwie się ono od cywilizacji macierzystej. Jeżeli jednak sąsiednie miasta innej cywilizacji nie wywierają na nie wpływu, nie przyłączy się ono do tej cywilizacji, ale pozostanie wolnym miastem.
Wolne miasto może być włączone do innej cywilizacji, jeżeli ta wywrze na nie odpowiednio duży nacisk lojalnościowy lub podbije je z pomocą wojska.

## Cywilizacje i przywódcy
Rise and Fall dodał do podstawowej wersji gry następujące cywilizacje i ich przywódców:
- Ćandragupta jako alternatywny przywódca istniejącej już wcześniej cywilizacji Indii[8],
- Gruzja (Tamara)[9],
- Holandia (Wilhelmina)[10],
- Korea (Seondok)[11],
- Mapuche (Lautaro)[12],
- Kri (Płoszący Stado)[13],
- Mongolia (Czyngis-Chan)[14],
- Szkocja (Robert Bruce)[15],
- Zulusi (Czaka)[16].

## Odbiór gry
Dodatek został przyjęty pozytywnie. Na portalu IGN otrzymał 7,8/10, a na Gry-Online 7,9/10. W serwisie Metacritic Rise and Fall posiada ocenę 79% na podstawie 48 recenzji.
Milton Tootoosis, wódz Kri, skrytykował umieszczenie cywilizacji Kri i Płoszącego Stado w grze, twierdząc, że decyzja ta została podjęta przez producenta bez konsultacji z plemieniem. Zwrócił także uwagę, że obecność Kri w rozgrywce, opartej na powiększaniu terytorium i podboju militarnym, utrwala negatywny stereotyp o rdzennych narodach Kanady jako wyznających zasady podobne do europejskich. Tootoosis przyjął jednocześnie z uznaniem fakt, że postać Płoszącego Stado została opisana w grze jako działająca na rzecz porozumienia między europejskimi osadnikami a tubylczymi ludami.